# Tjøttfjorden
Tjøttfjorden (også skrevet Tjøttafjorden) er en fjord i Alstahaug kommune i Nordland fylke i Norge. Den ligger på vestsiden af Mindlandet og går 12 km mod nordøst til øen og landsbyen Tjøtta. Fjorden starter i syd mellem Mindværet i øst og Grønøyskjeran i vest. Syd for Mindværet ligger Mindværfjorden og øst for Mindlandet ligger Stokkafjorden. Øst for Tjøtta og nordøst for Tjøttfjorden går Vefsnfjorden mod nordøst. I vest grænser Tjøttfjorden til Sandvær og Skotsvær.
Fra Tjøtta går der færge over fjorden mod syd til Igerøya og østover til Mindtangen på Mindlandet og til Trolandet.